# Frammezzato
Frammezzato è un termine utilizzato in araldica per le figure che si frappongono ad altre.